# موسس اشیکودی
مؤسس اشیکودی (انگلیسی: Moses Ashikodi؛ زادهٔ ۲۷ ژوئن ۱۹۸۷) بازیکن نیمه‌حرفه‌ای فوتبال اهل آنتیگوا و باربودا است که در پست مهاجم بازی می‌کند.
از باشگاه‌هایی که در آن بازی کرده‌است می‌توان به باشگاه فوتبال برادفورد سیتی، باشگاه فوتبال سوئیندون تاون، باشگاه فوتبال جیلینگام، باشگاه فوتبال شروزبری تاون، باشگاه فوتبال واتفورد، باشگاه فوتبال وستهام یونایتد، باشگاه فوتبال یورک سیتی، باشگاه فوتبال میلوال، باشگاه فوتبال رنجرز، باشگاه فوتبال یورک سیتی، باشگاه فوتبال اینفیلد تاون اشاره کرد.
وی همچنین در تیم‌های ملی فوتبال زیر 16 سال انگلستان، زیر 17 سال انگلستان، زیر 18 سال انگلستان، زیر 19 سال انگلستان و آنتیگوا و باربودا بازی کرده‌است.